# Place Geneviève-de-Gaulle-Anthonioz
La place Geneviève-de-Gaulle-Anthonioz est une voie publique située dans le 15e arrondissement de Paris. 

## Situation et accès
Elle est située à l'intersection de la rue de la Convention, de la rue de Vaugirard et de la rue Alain-Chartier, à la sortie du métro Convention.
Ce site est desservi par la station de métro Convention.

## Origine du nom
Elle tient son nom de la résistante Geneviève de Gaulle-Anthonioz (1920-2002).

## Historique
La place est inaugurée en février 2012, les délibérations ayant eu lieu en septembre 2011 et donné lieu à un quiproquo, le groupe PS au Conseil de Paris préférant le nom de « place de la Laïcité » au lieu du nom de l'ancienne résistante.

## Bâtiments remarquables et lieux de mémoire
La place est ornée d’une fontaine Wallace (au 31, rue Alain-Chartier avant la création de la place).